# Еферзе
Еферзе (нім. Oeversee) — громада в Німеччині, розташована в землі Шлезвіг-Гольштейн. Входить до складу району Шлезвіг-Фленсбург. Центр об'єднання громад Еферзе.
Площа — 36,35 км2. Населення становить 3465 ос. (станом на 31 грудня 2020).